# Salihorsk rajon
Salihorsk rajon (belarusiska: Салігорскі раён) är ett distrikt (rajon) i Belarus. Huvudort är Salihorsk. Det ligger i voblasten Minsks voblast, i den centrala delen av landet, 140 km söder om huvudstaden Minsk.